# Templeton Pek
Templeton Pek ist eine britische Rock/Punk-Rock Band, welche 2005 in Birmingham gegründet wurde.

## Geschichte
Die Band wurde 2005 in Birmingham gegründet und begann ihre Karriere ebenfalls an diesem Ort, wo sie später auch die Single What Are You Waiting For und die EP Slow Down For Nothing aufnahm. Im Sommer 2011 spielte sie als Vorband zu Rise Against auf ihrer Europa-Tournee. Anfang 2013 gab die Band bekannt, ihre Aufnahmen zu ihrem neuen Album Signs beendet zu haben. Das Album wurde in New York City unter der Leitung des Produzenten Shep Goodman aufgenommen. Auf ihrer Webseite gab sie bekannt: „We are beyond excited to finally announce the release of our brand new album Signs […] It's a collection of songs that we feel perfectly represents our sound and us for both familiar ears to the band and new audiences alike“. Signs wurde am 29. April 2013 weltweit veröffentlicht.
Das vierte Album der Band, New Horizons, wurde in Hermosa Beach aufgenommen und von Cameron Webb abgemischt. Es erschien am 24. Juli 2015 über das Label Hardline Entertainment.

## Diskografie
Singles
- 2011: What Are You Waiting For

EPs
- 2011: Slow Down for Nothing (Century Media Records)

Alben
- 2009: No Association (Avasonic)
- 2011: Scratches and Scars (Long Beach Records)
- 2013: Signs (Century Media Records)
- 2015: New Horizons (Hardline Entertainment)
- 2018: Watching the World Come Undone (Drakkar Entertainment)